# 체르바라디로마
체르바라디로마(이탈리아어: Cervara di Roma)는 이탈리아 라치오주 로마현에 위치한 코무네다. 로마로부터 동쪽 50km 거리에 있다.
서기 8-9세기경에 베네딕트회 수도사들에 의해 생겨났다. 제2차 세계대전 이후에 거주민들이 로마로 일자리를 찾아 상당수가 떠나갔으며, 2004년 기준으로 전체 인구의 75%가 60세가 넘는다.